# Velké předělové pohoří
Velké předělové pohoří, také Východoaustralské pohoří (anglicky Great Dividing Range, případně East Australian Cordillera) je hlavní a největší australské pohoří, a také třetí nejdelší pohoří na světě. Má délku více než 3 500 km, šířka se pohybuje mezi 160 až 300 km. Rozkládá se na východě Austrálie, od Yorského poloostrova na severovýchodě až po Tasmánii, respektive hranice států Victoria a Jižní Austrálie na jihovýchodě. Prochází přes australské státy Queensland, Nový Jižní Wales a Victoria. Nejvyšší horou pohoří je Mount Kosciuszko s 2 228 m.

## Reliéf

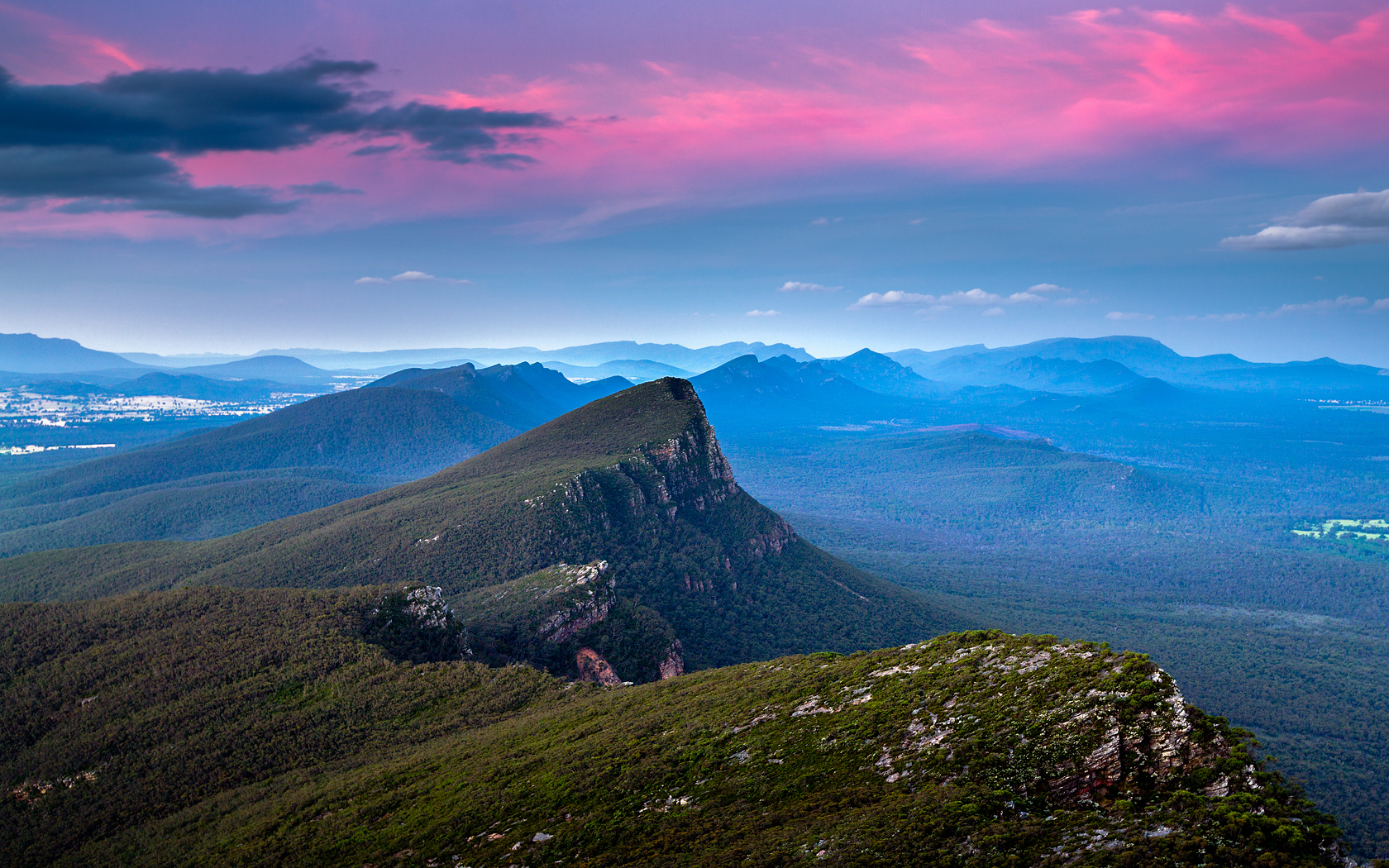
Grampiany, Victoria

Velké předělové pohoří má spíše plošinný, středohorský charakter, pouze ve své jižní části v tzv. Australských Alpách, dosahuje horského reliéfu. Obvyklá nadmořská výška se pohybuje mezi 500 až 1 000 m. Pohoří se skládá z jednotlivých středohorských hřebenů a plošin, které jsou přerušovány řekami, někde s hlubokými údolími, jinde s údolími širokými a plochými. Východní svahy směrem k pobřeží jsou příkré, obvykle porostlé lesy, západní svahy naopak pozvolna přechází v pahorkatinu porostlou savanou. Vzdálenost pohoří od oceánu se pohybuje mezi 80 až 100 km.

## Geologie
Velké předělové pohoří je tektonicky složité pásemné pohoří. V třetihorách bylo pohoří rozčleněno četnými zlomy, v současnosti se tak skládá z řady samostatných horských skupin. Horniny jsou předkambrického a paleozoického stáří. Předkambrické horniny převládají na severu a jihu Velkého předělového pohoří, paleozoické ve střední části. Starší vrstvy jsou na řadě míst překryty mladšími sedimenty. Nejvyšší horské vrcholy Australských Alp byly v pleistocénu zaledněny, což dokládá řada morén, karů a ledovcových jezer. Hlavními horninami jsou vápence, pískovce, kvarcity, svory a dolomity.

## Členění pohoří

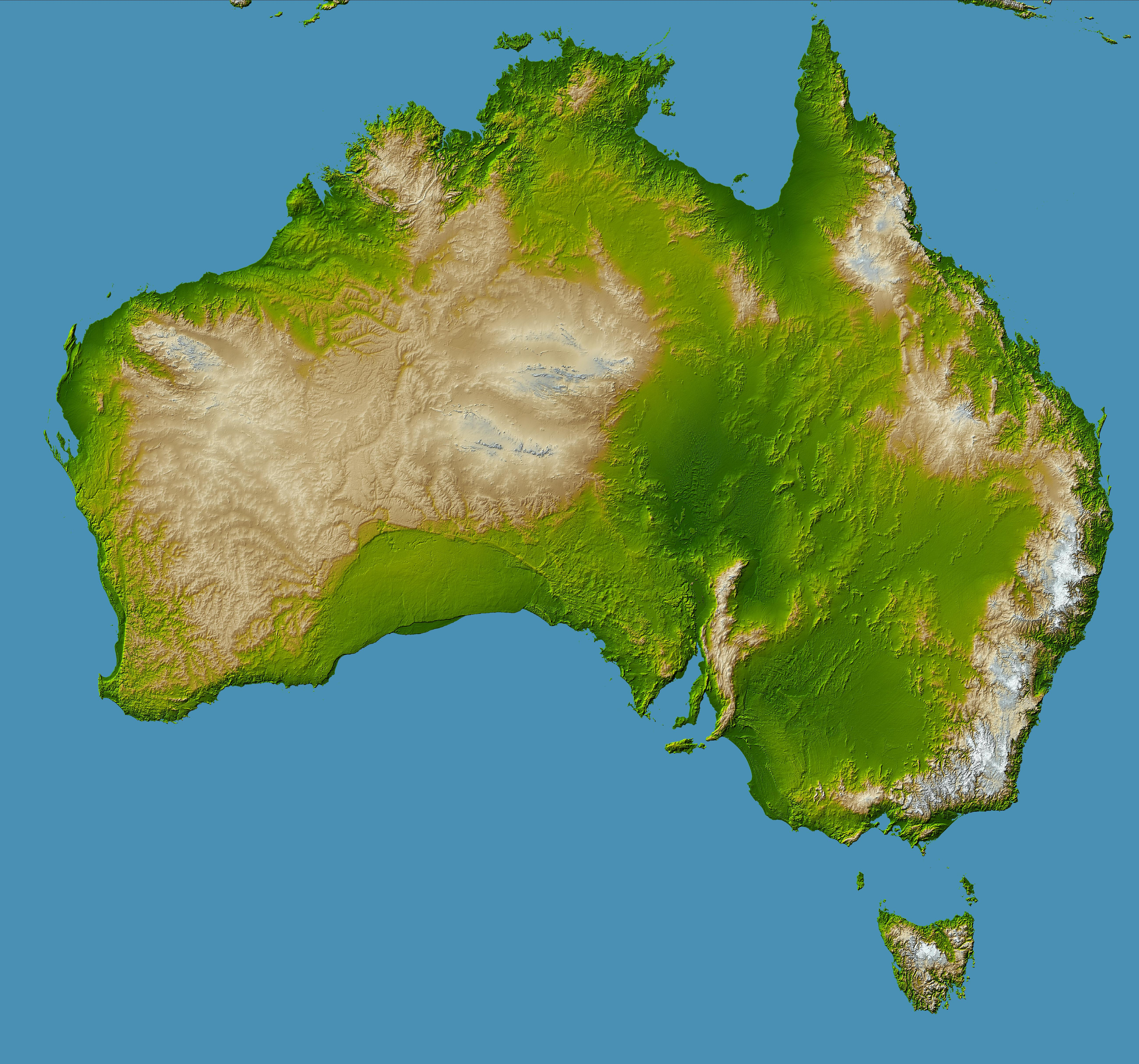
Reliéf Austrálie

Velké předělové pohoří lze rozdělit na čtyři hlavní skupiny.
- První část se rozkládá mezi Yorským mysem a městem Brisbane. Dosahuje délky až 2 000 km. Na Yorském poloostrově se rozkládají nízké (do 500 m), silně denudované hřebeny. Směrem k jihu se nadmořská výška pohoří zvyšuje. Jižně od Cairnsu leží nejvyšší hora této horské skupiny Mount Bartle Frere (1 611 m). Dále na jih se pohoří rozděluje na dvě části: žulové pásmo podél pobřeží a přibližně 1 000 m vysoké horské pásmo ležící 200 až 400 km od oceánu.[5]
- Tato část leží mezi Brisbane a pánví u města Newcastle. Tuto část tvoří stolová pohoří rozdělená čtvrtohorní erozí. K nejvíce známým z řady jednotlivých horských pásem náleží čedičové Liverpoolské hory. Pohoří se nachází okolo 50 km od pobřeží oceánu.[5]
- Třetí horskou skupinu tvoří nejznámější části Velkého předělového pohoří: Modré hory a Australské Alpy. Modré hory leží západně od Sydney. Pohoří má průměrnou výšku 1 000 m a tvoří je silurské a devonské vápence překryté karbonskými a triasovými pískovci. Na Modré hory jižně navazuje nejvyšší část Velkého předělového pohoří Sněžné hory s nejvyšší horou celého pohoří Mount Kosciuzskem (2 230 m) a Viktoriánské Alpy s vrcholy Mount Townsed (2 209 m) a Mount Bogong (1 986 m).[5]
- Poslední horská skupina začíná východně od Melbourne a rozkládá se ve směru rovnoběžek, z východu na západ, až k 142° východní délky. Z východu na západ se také tato horská skupina snižuje, z 1 500 m na 600 až 800 m. K nejznámějším horským pásmům této skupiny náleží pohoří Grampiany.[5]